# Glückauf – Berg- und Hüttenmännische Zeitschrift
Die Zeitschrift Glückauf – Berg- und Hüttenmännische Zeitschrift wurde erstmals 1865 als Zeitschrift des Vereins für die bergbaulichen Interessen im Oberbergamtsbezirk Dortmund herausgegeben. Sie führte verschiedene Untertitel. Sie erschien bis 2011 im VGE Verlag, früher Verlag Glückauf.
2012 erschien sie unter dem Titel Mining Report – Glückauf: Fachzeitschrift für Bergbau, Rohstoffe und Energie im Verlag Wiley, Ernst & Sohn.
2012 wurde die Zeitschrift mit zwei anderen Zeitschriften („Felsbau magazin“ und „mining reporter“) zusammengelegt; seit 2013 erscheint die Zeitschrift „mining+geo“.